# Ana Brnabić
Ana Brnabić (cirílico sérvio: Ана Брнабић; Belgrado, 28 de setembro de 1975) é uma política sérvia que foi Primeira-ministra da Sérvia de 29 de junho de 2017 a 20 de março de 2024. Ela é a primeira mulher e a primeira lésbica a assumir o cargo.
Brnabić é filiada ao Partido Progressista Sérvio desde 2019. Ela entrou no governo como Ministra de Administração Pública da Sérvia  de 11 de agosto de 2016 a 29 de junho de 2017, no governo do Primeiro-ministro Aleksandar Vučić e no governo interino de Ivica Dačić. Neste cargo, Brnabić iniciou reformas no governo central do país.
Em 2019, Brnabić foi listada pela revista Forbes como a 88ª mulher mais poderosa e a 19ª política mulher mais influente no mundo. Como chefe do Comitê de Crise, ela está na linha de frente na luta contra a Pandemia de Coronavírus em 2020 na Sérvia.